# إيما هايمان
إيما هايمان (بالإنجليزية: Emma Hayman)‏ مواليد 24 فبراير 1988 في ديربان، هي لاعبة كرة مضرب نيوزلندية. أعلى تصنيف لها في الفردي كان 686. أعلى تصنيف لها في الزوجي كان 751.

## النهائيات

### الزوجي (1–0)
| الحصيلة | الرقم | التاريخ       | الدورة                 | الأرضية | الشريك      | المنافس                      | النتيجة          |
| ------- | ----- | ------------- | ---------------------- | ------- | ----------- | ---------------------------- | ---------------- |
| الفوز   | 1.    | 23 يوليو 2012 | هورب آم نيكار، ألمانيا | ترابية  | جيد سكولينك | كارولين دانيلز دجانا ريكوفيك | 2–6, 6–3, [10–8] |

## روابط خارجية
- إيما هايمان على موقع رابطة محترفات التنس (الإنجليزية)
- إيما هايمان على موقع الاتحاد الدولي لكرة المضرب (الإنجليزية)
- إيما هايمان على موقع كأس بيلي جين كينغ (الإنجليزية)
- إيما هايمان على موقع خلاصة التنس.كوم (الإنجليزية)